# Макарьевские соборы

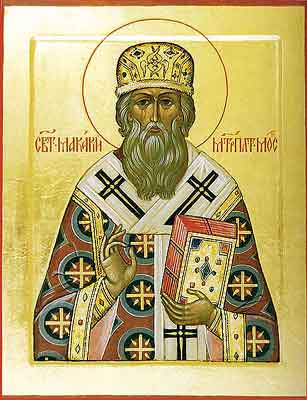
Митрополит Макарий

Мака́рьевские собо́ры — Поместные соборы Русской церкви, созванные митрополитом Московским Макарием в 1547 и 1549 годах с целью канонизации русских святых. По этой причине период Макарьевских соборов называют «эпохой новых чудотворцев». По мнению церковного историка Антона Карташёва, митрополит Макарий созвал эти Соборы с целью канонизации русских святых, исходя из понимания «особого положения русской церкви во Вселенной» и «свершившегося факта политического объединения Руси».
Макарьевские соборы окончательно сформировали порядок канонизации святых по соборному решению епископов и с санкции предстоятеля церкви. Изначально исследователи считали, что данные Соборы только закрепили богослужебное празднование святым, бывшим до этого местночтимыми, в общецерковном масштабе. Мнение, что Соборы совершали канонизацию ряда святых, имеется у митрополита Макария (Булгакова), но впервые о том, что они имели своей целью только канонизацию святых, написал Василий Ключевский. Современные исследователи считают, что данные Соборы были скорее литургическими, чем канонизационными, — то есть, имели своей целью не прославление новых святых, так как их почитание известно и в дособорный период, а систематизацию агиографии данных святых и утверждение их гимнографии.

## Собор 1547 года
Собор 1547 года был открыт 26 февраля в неделю Торжества православия. Поимённый список прославленных на Соборе святых известен из соборного указа о праздновании святым. Он сохранился в трёх списках, заметно различающихся между собой (число канонизированных святых меняется от 11 до 14 в отношении общецерковных святых, число местночтимых во всех списках одинаковое — 9). По исследованию историка Евгения Голубинского, Собором были канонизированы следующие святые:
|                                       | Общецерковные святые | Местночтимые святые |
| ------------------------------------- | --- | --- |
| Общие во всех списках Указа           | - Иона Московский - Иоанн Новгородский - Пафнутий Боровский - Никон Радонежский - Макарий Калязинский - Михаил Клопский - Зосима Соловецкий - Савватий Соловецкий - Павел Обнорский - Дионисий Глушицкий - Александр Свирский | - Максим Московский, юродивый - муромский князь Константин Святославич и его сыновья Феодор и Михаил - Пётр и Февронья Муромские - Арсений Тверской - Прокопий Устюжский - Иоанн Устюжский |
| Указанные в различных редакциях Указа | - Александр Невский - Никита Новгородский - Савва Сторожевский | |

Все прославленные данным Собором к общецерковному почитанию святые именуются чудотворцами, при этом Иона, Иоанн, Пафнутий и Макарий названы великими чудотворцами, а остальные новыми. Особо в деянии отмечено, что канонизация Александра Невского состоялась «со всяцем испытанием о чудесех, бывающих от честныя раки».

## Собор 1549 года
Деяние Собора 1549 года не сохранилось. О нём известно из речи царя Ивана IV к Стоглавому собору 1551 года, а список канонизированных лиц определён Е.Е. Голубинским на основании сличения полного перечня канонизированных Макарием святых с указом Собора 1547 года. Поскольку данный Собор не разделял святых на общецерковных и местночтимых, то исследователи выделяют среди 16 канонизированных на нём святых тех, кто уже имел местное почитание и новых.
| Имевшие статус местночтимых | Новопрославленные святые                                                              |
| --- | ------------------------------------------------------------------------------------- |
| - Евфимий Новгородский - Иаков Ростовский - Стефан Пермский - Всеволод Псковский - Михаил Тверской - Авраамий Смоленский - Виленские мученики Антоний, Иоанн и Евстафий - Евфимий Суздальский - Савва Вишерский - Ефрем Перекомский | - Нифонт Новгородский - Иона Новгородский - Григорий Пельшемский - Евфросин Псковский |

## Соборный праздник
В память о канонизации святых на Макарьевских соборах установлен соборный праздник Собор Российских чудотворцев, прославленных святителем Макарием в 1547 и 1549 гг.. После канонизации святых на Макарьевских соборах монахом Спасо-Евфимиева Суздальского монастыря Григорием была составлена служба в которой соборно прославлялись все русские святые. В каноне после перечисления имен всероссийских святых, прославленных ещё прежде, следуют имена святых, канонизированных на Соборах 1547 и 1549 гг. Жития прославленных святых вошли во вторую и третью редакции Великих Четьих-Миней — Успенский и Царский списки.
Празднование собору совершается 16 (29) июля на следующий день после памяти святого равноапостольного князя Владимира.